# Aszód
Aszód ist eine ungarische Stadt im gleichnamigen Kreis im Komitat Pest.

## Geografische Lage
Aszód liegt 37 Kilometer nordöstlich des Zentrums der ungarischen Hauptstadt Budapest. Nachbargemeinden sind Kálló, Kartal, Hévízgyörk, Bak, Domony und Iklad.

## Geschichte
In der Gegend von Aszód wurden Gegenstände der jungsteinzeitlichen Lengyel-Kultur gefunden. Der Ort wurde 1401 erstmals urkundlich erwähnt. 
Die Eltern von Sándor Petőfi, István Petrovics und Mária Hruz, heirateten am 18. September 1818 in Aszód.
Im Jahr 1913 gab es in der damaligen Großgemeinde 517 Häuser und 3989 Einwohner auf einer Fläche von 2543  Katastraljochen. Sie gehörte zu dieser Zeit zum Bezirk Aszód im Komitat Pest-Pilis-Solt-Kiskun. Anfang 1991 erhielt Aszód den Status einer Stadt.

## Städtepartnerschaften
- Miercurea Nirajului, Rumänien, seit 1990[5]
- Obernburg am Main im Freistaat Bayern, seit 1991[5]
- Tăuții-Măgherăuș, Rumänien, seit 2009[5]

## Sehenswürdigkeiten
- 1848er-Denkmal
- Evangelische Kirche aus dem 15. Jahrhundert
- Gyula-Kómár-Büste, erschaffen von Béla Domonkos
- Musiksäule Viola da gamba, erschaffen von Zsuzsa Pannonhalmi und István János Gál
- Sándor-Petőfi-Gedenktafel aus dem Jahr 1875
- Petőfi-Museum
- Römisch-katholische Kirche Szentháromság
- Schloss Podmaniczky
- Szent-István-Denkmal
- Weltkriegsdenkmäler

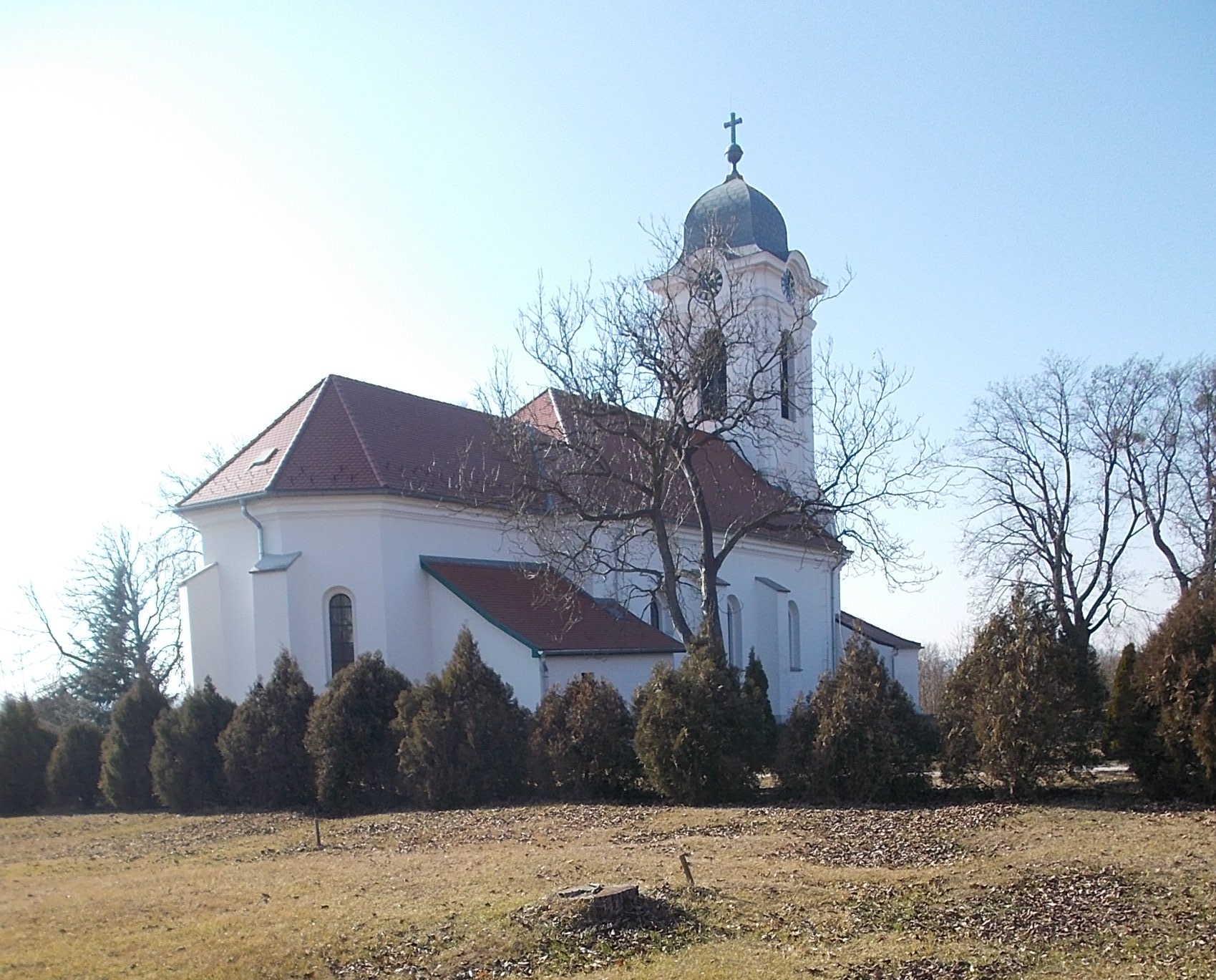
Evangelische Kirche
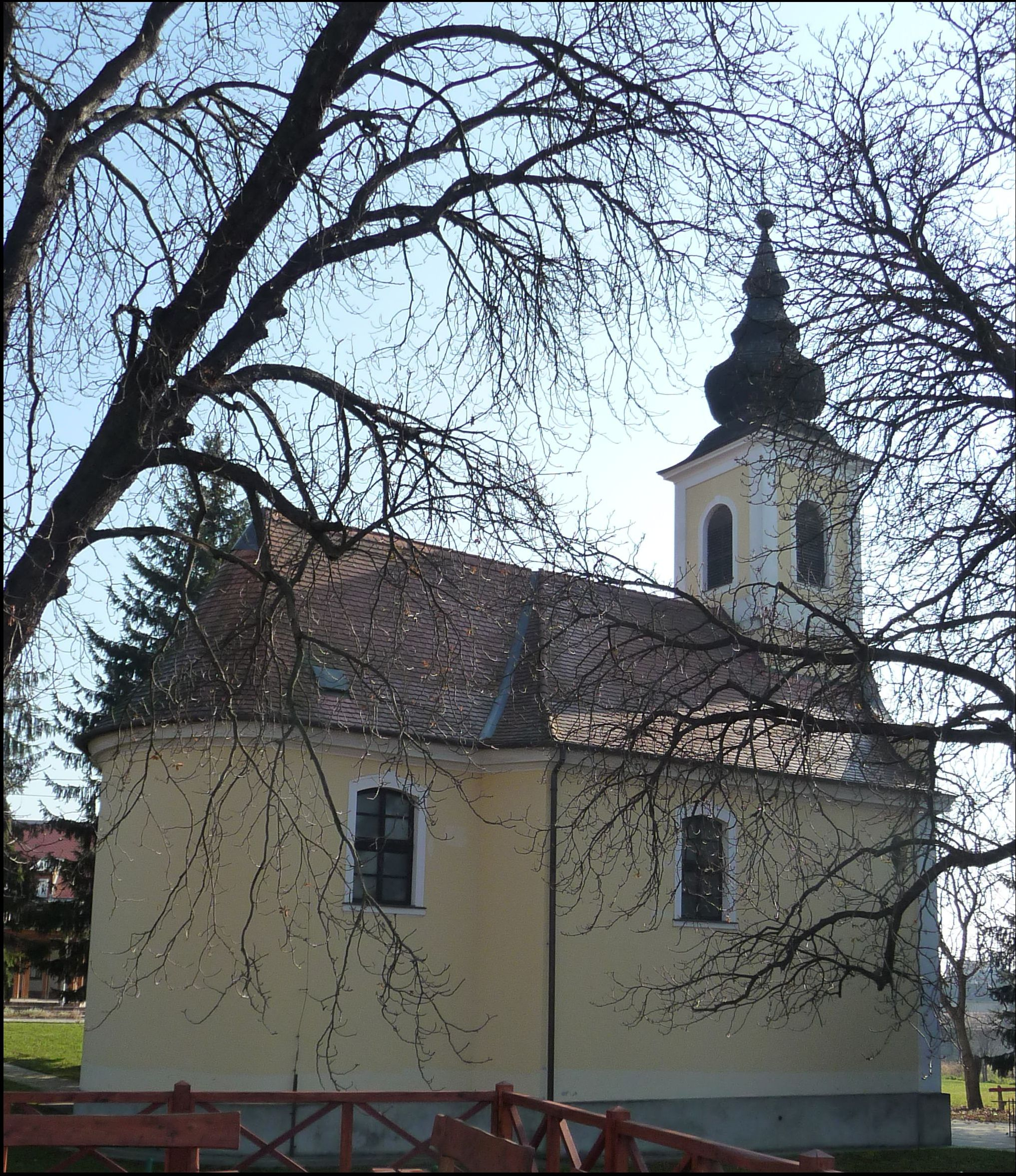
Römisch-katholische Kirche Szentháromság
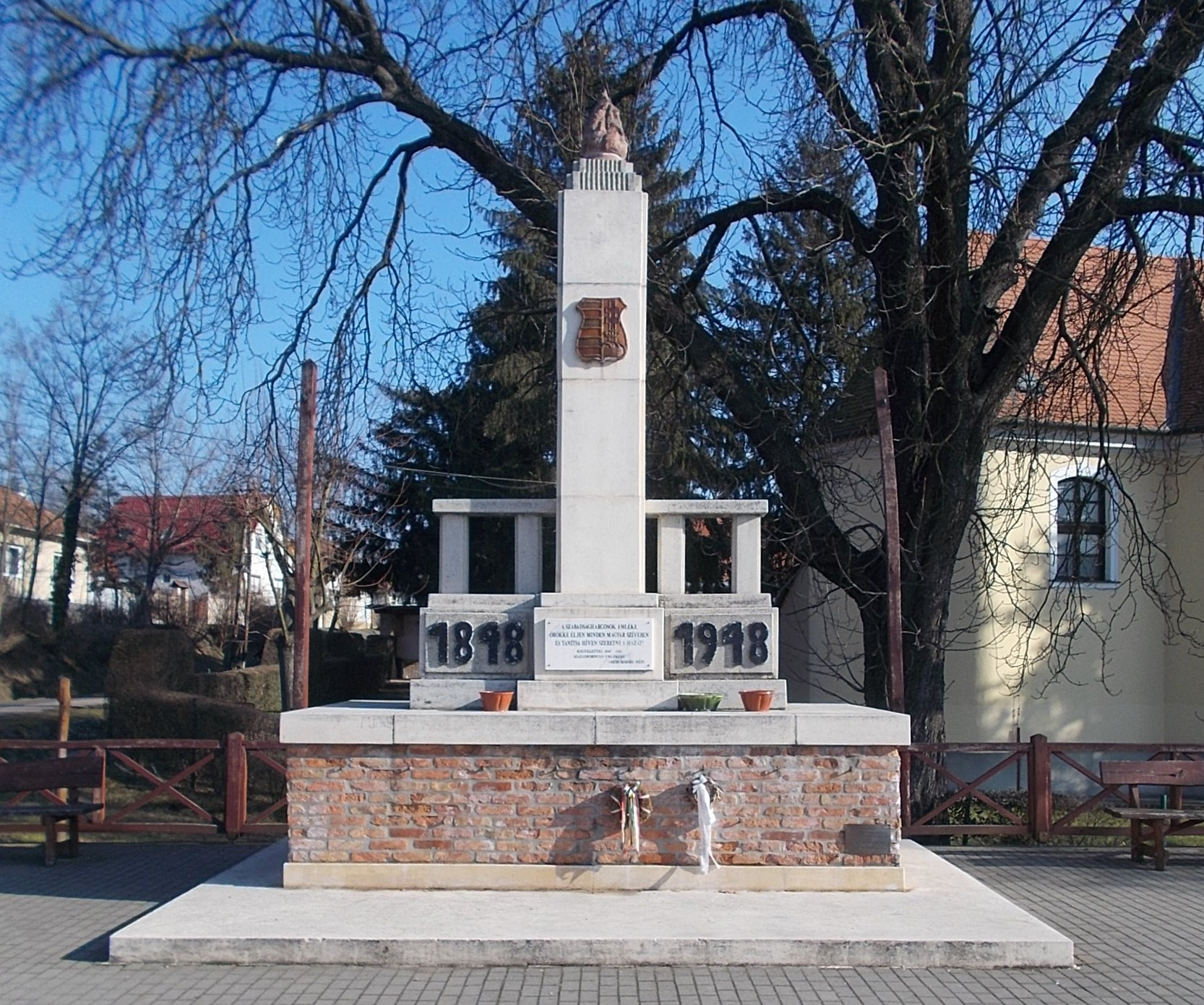
1848er-Denkmal
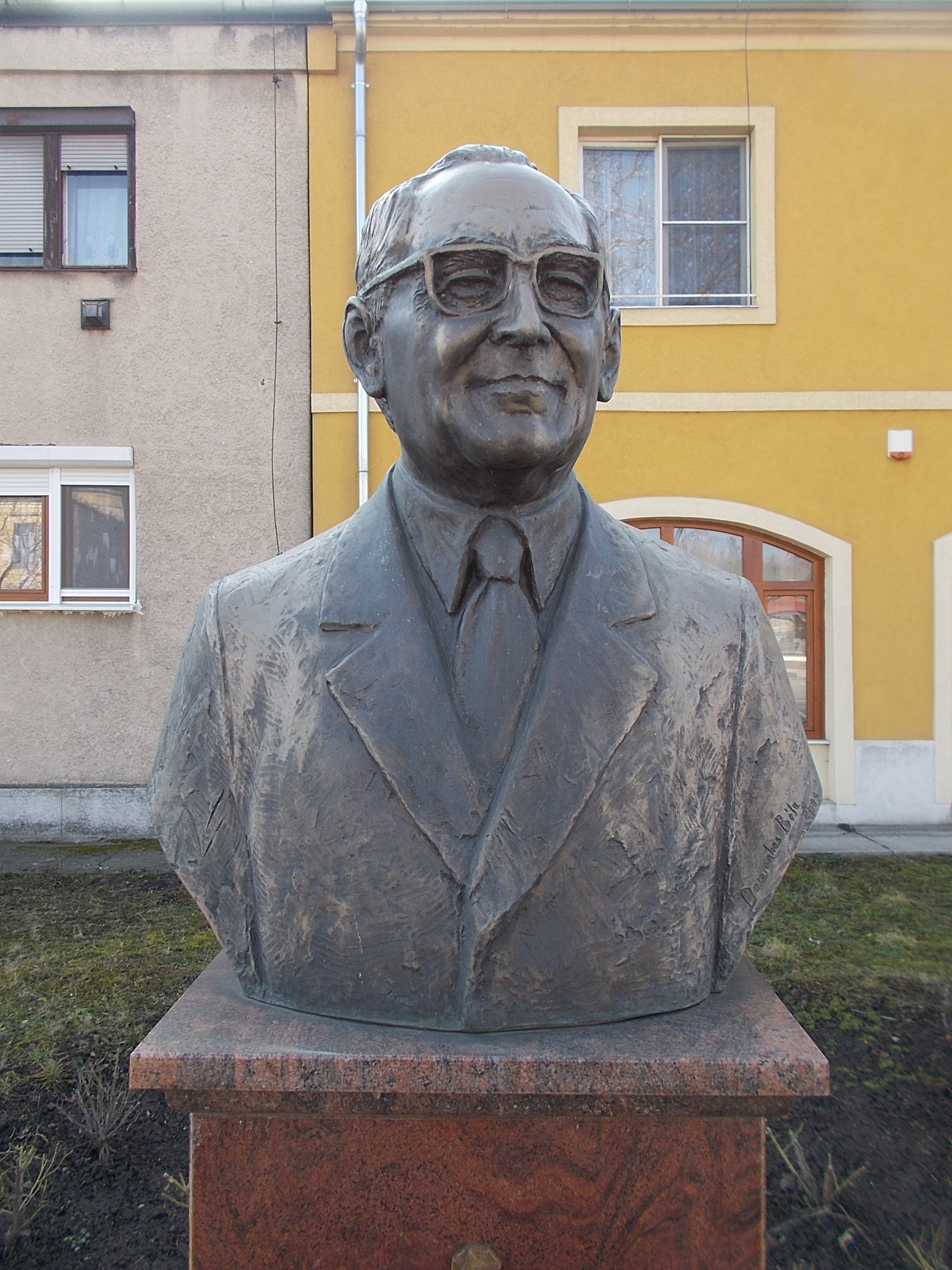
Gyula-Kómár-Büste
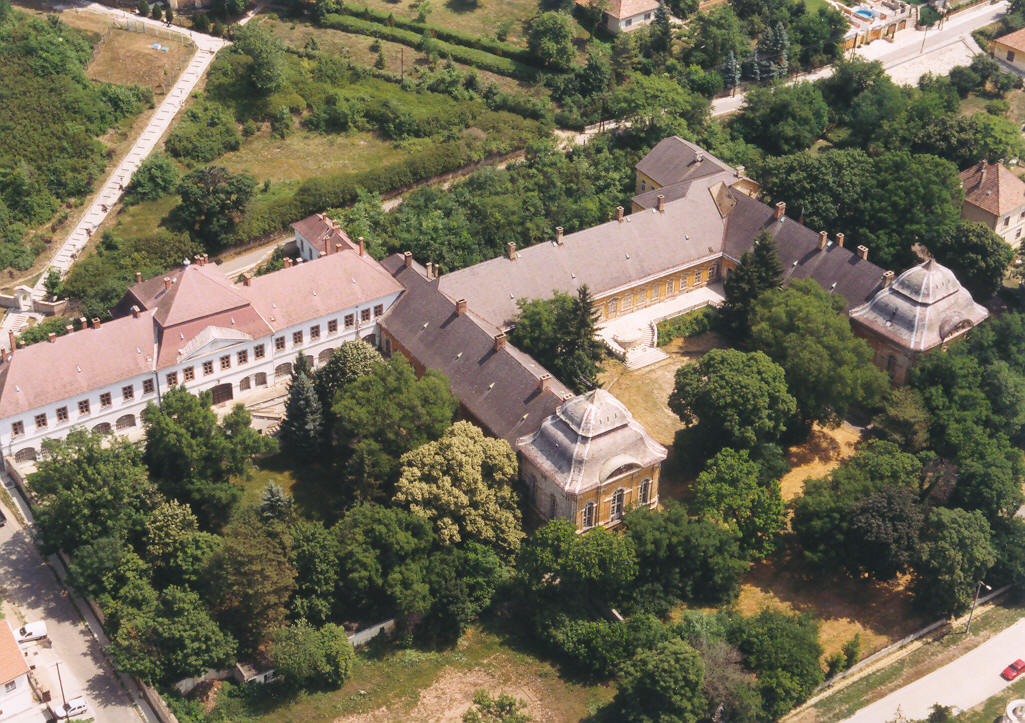
Blick auf Schloss Podmaniczky
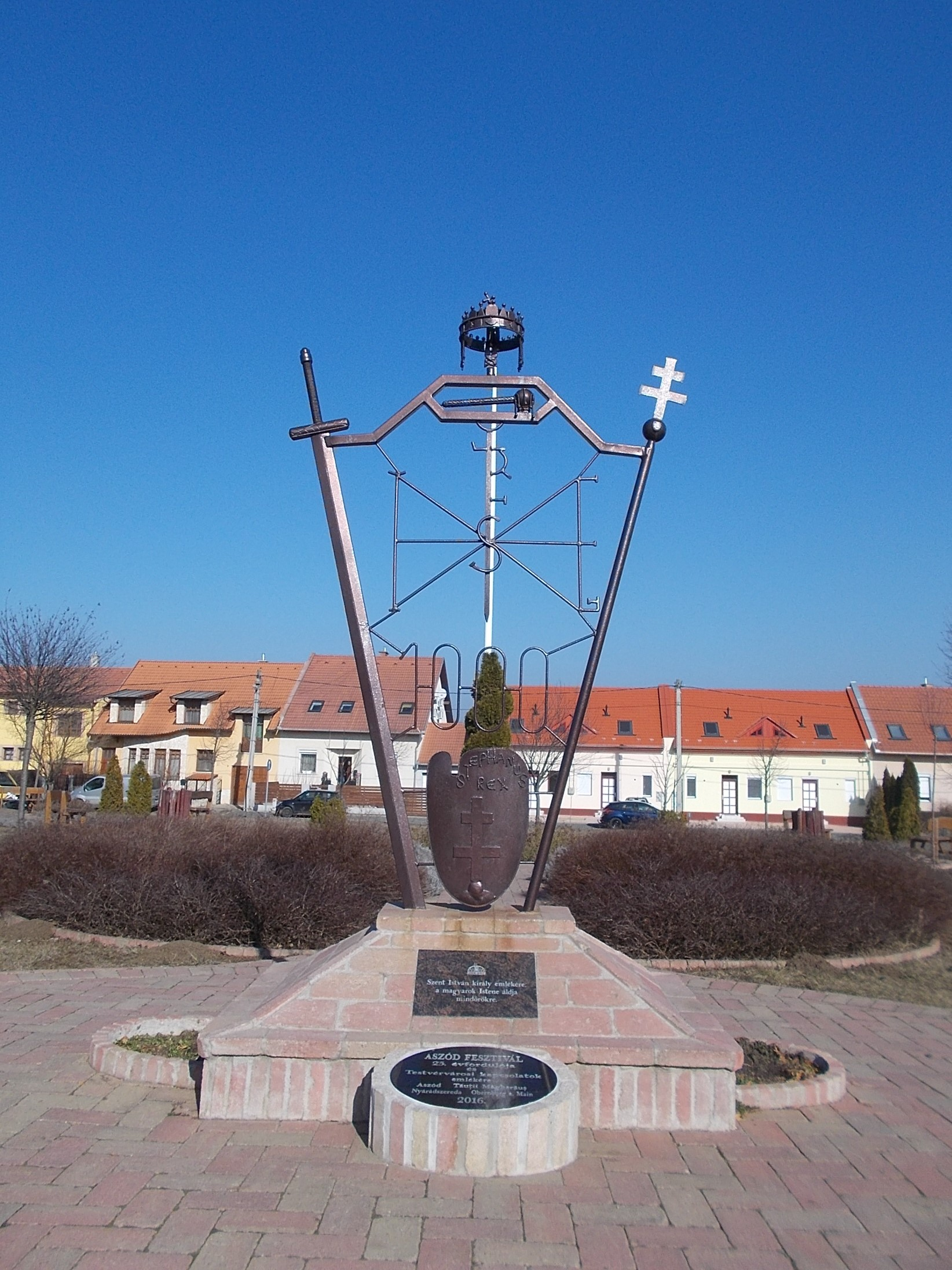
Szent-István-Denkmal
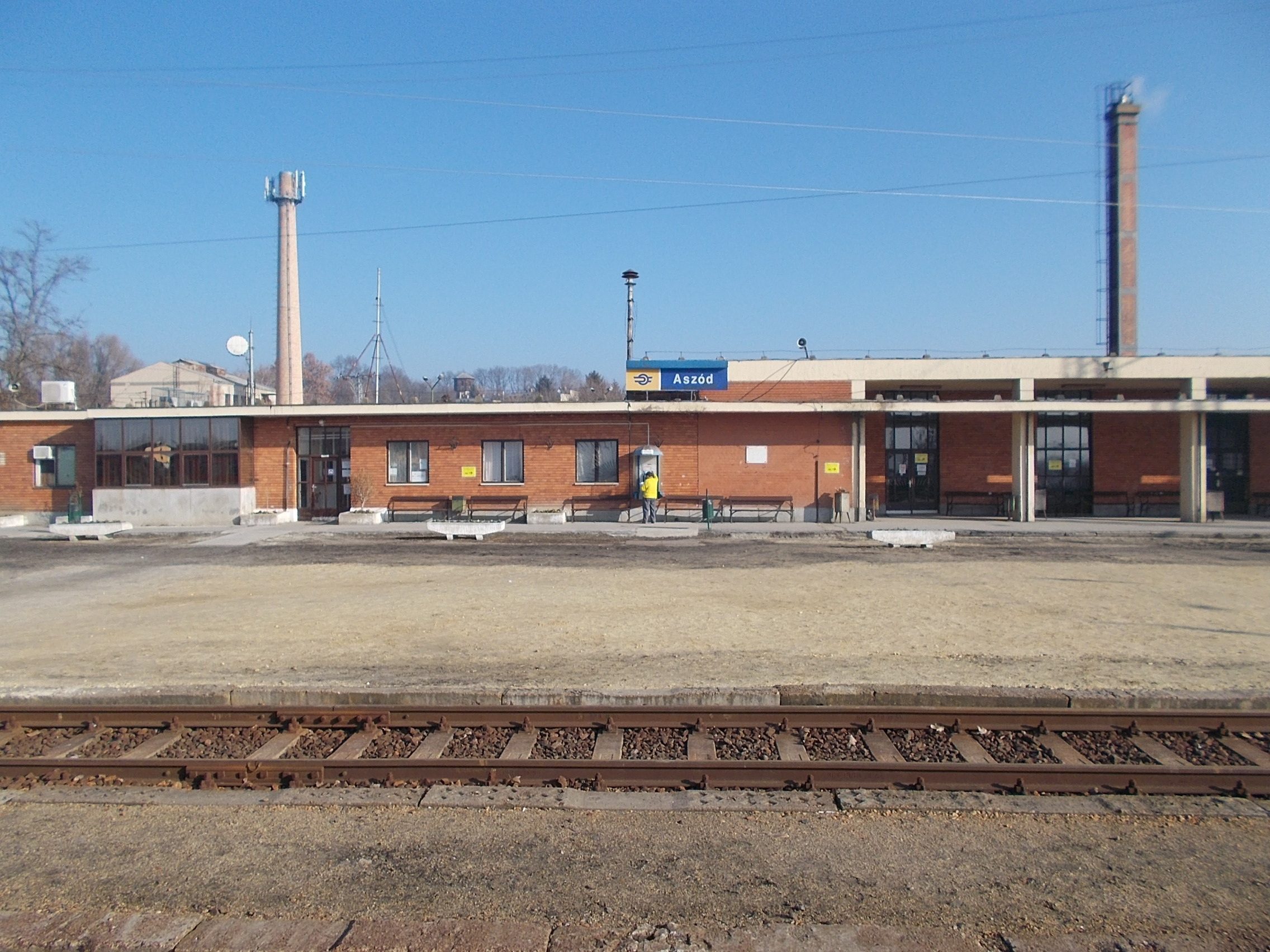
Bahnhofsgebäude

## Verkehr
Durch Aszód verläuft die Hauptstraße Nr. 3, südlich des Ortes die Autobahn M3. Es bestehen Eisenbahnverbindungen zum Budapester Ostbahnhof, nach Hatvan, Eger, Gyöngyös, Miskolc und Balassagyarmat.